# Gantt-Diagramm

Ein einfaches Gantt-Diagramm

Ein Gantt-Diagramm [gænt] oder Balkenplan ist ein nach Henry Laurence Gantt (1861–1919) benanntes Instrument des Projektmanagements, das die zeitliche Abfolge von Aktivitäten grafisch in Form von Balken auf einer Zeitachse darstellt. Erfunden wurde das Balkendiagramm von Joseph Priestley (1733–1804). Im Projektmanagement wurde der Balkenplan bereits von Hermann Schürch (1881–1957) eingesetzt, der diesen methodischen Ansatz Bauprogramm nannte.

## Aufbau und Struktur
Im Gantt-Diagramm werden die Aktivitäten eines Projektes in die erste Spalte einer Tabelle eingetragen. In der ersten Zeile der Tabelle wird die Zeitachse dargestellt. Die einzelnen Aktivitäten werden dann in den jeweiligen Zeilen mit einem waagerechten Balken visualisiert. Je länger der Balken, desto länger dauert die Aktivität. Sich überschneidende Aktivitäten werden durch überlappende Balken dargestellt. Auch die Visualisierung des kritischen Pfades ist möglich. Häufig wird mit Pfeilen versucht, Abhängigkeiten zwischen den Aktivitäten zu verdeutlichen. Bei einer großen Anzahl an Aktivitäten wird die Darstellung dann schnell unübersichtlich. Das Gantt-Diagramm eignet sich deshalb eher für Projekte mit einer geringen bis mittleren Anzahl an Aktivitäten.
Eine Herausforderung liegt in der Wahl des richtigen Detaillierungsgrades. Eine zu geringe Anzahl an Aktivitäten oder nur die Darstellung von Teilprojekten ermöglicht keine ausreichende Kontrolle der Aktivitäten. Jede einzelne Tätigkeit aufzunehmen, schwächt die Aussagekraft. Die Zusammenfassung von Aktivitäten zu Projektphasen macht das Gantt-Diagramm erheblich übersichtlicher.

## Vor- und Nachteile
Im Vergleich zum Netzplan bietet ein Gantt-Diagramm einige Vorteile. So wird die Dauer der Aktivitäten durch die Balkenlänge sichtbar wiedergegeben, und Ende-Start-Beziehungen können auch im Verlauf einer Aktivität angesetzt werden. Zudem ist der Einarbeitungs- und Erstellungsaufwand gegenüber dem eines Netzplans relativ gering, da Gantt-Diagramme intuitiv interpretiert werden können. Dazu lassen sich einfach auch mehrere Projekte miteinander vergleichen.
Nachteilig am Gantt-Diagramm ist, dass mit ihm im Unterschied zum Netzplan die Abhängigkeiten zwischen Aktivitäten nur zeitbezogen dargestellt werden können. Dazu werden in der Regel Pufferzeiten nicht gekennzeichnet.
Gantt-Diagramme eignen sich also besonders für kleinere Projekte oder für eine einfache Visualisierung von Dauer und zeitlichem Verlauf der Projekte.

## Weitere Einsatzmöglichkeiten
In der Produktionswirtschaft werden Gantt-Diagramme als Instrument der Produktionsplanung und -steuerung eingesetzt und als Maschinenbelegungsplan oder Auftragsdiagramm bezeichnet.
Der Unterschied des Belegungsplans besteht technisch darin, dass nicht wie bei der Projektplanung den Phasen die Ressourcen, sondern den Ressourcen die Aufgaben zugeordnet werden (die knappen Ressourcen wirken sich also auf die Ablaufplanung aus). Maschinenbelegungspläne enthalten die Maschinen in der ersten Spalte, so dass Belegungs- und Stillstandszeiten der Ressourcen bzw. Wartezeiten der Aufgaben abgelesen werden können. Der Überblick über den Auftragsfortschritt kann hier jedoch schnell verloren gehen. Beim Auftrags(folge)diagramm stehen die Aufträge in der ersten Spalte, so dass Auftragsfortschritt und Durchlaufzeiten abgelesen werden können. Beide Darstellungsarten sind verschiedene Sichtweisen auf dasselbe Planungsproblem.
Auch die Arbeiten im Zuge eines Countdown können mittels Gantt-Diagramm dargestellt werden.

## Software
Für die Erstellung von Gantt-Diagrammen stehen zahlreiche Programme zur Verfügung. Im Folgenden wird eine Auswahl von Anwendungsprogrammen aufgeführt, die Gantt-Diagramme darstellen können:
Freie und kostenlose Software:
- Dojo Toolkit – dojox/gantt
- dotProject
- GanttProject
- Open Workbench
- PHProjekt
- ProjectLibre
- Redmine (Ruby, freie Software)
- TaskJuggler
- OpenProj (Java, kostenlose Basisversion erhältlich, Quelltext nicht verfügbar)
- OpenProject
- Miro (online, 0€ "Free" mit beschränktem Funktionsumfang)

Kostenpflichtige Lizenz:
- A-Plan
- ACOS Plus 1
- Asta Powerproject
- BRZ 7 – Modul Bauzeitenplanung
- FastTrack Schedule
- Genius Project
- InLoox
- In-STEP BLUE
- Merlin
- Microsoft Project
- Microsoft Visio
- MindManager
- Onepoint Projects
- PLANTA Project
- Plant Simulation
- Projektron BCS
- Wrike
- Zenkit
- XDEV BI Suite (Add-on für XDEV 4 IDE)